# 江海街道 (丹东市)
江海街道，是中华人民共和国辽宁省丹东市振兴区下辖的一个乡镇级行政单位。

## 行政区划
江海街道下辖以下地区：
胜利村、海龙村、安康村、新友村和港东社区。